# Pier Maria Pennacchi

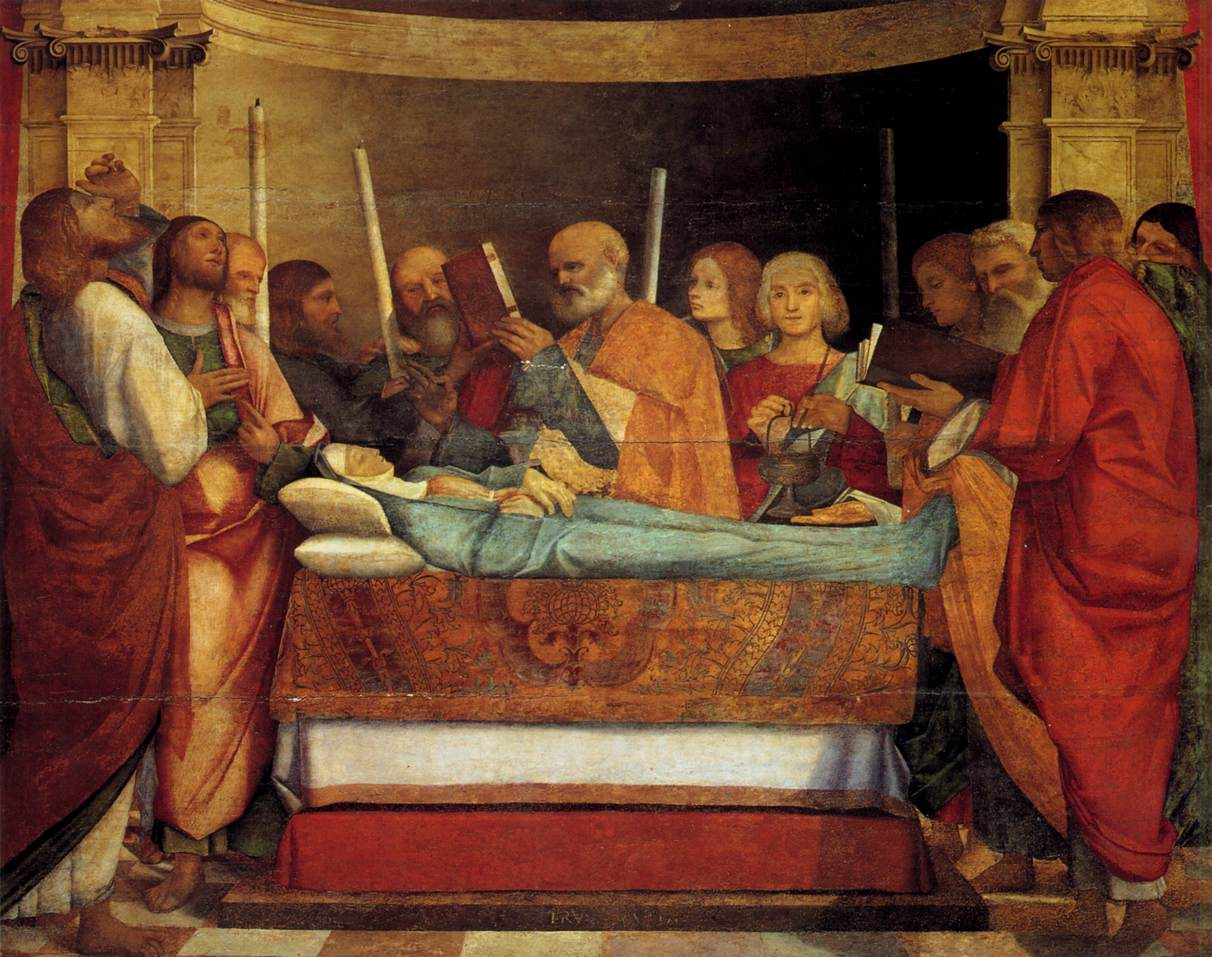
La dormición de la Virgen, h. 1511, óleo sobre tabla, 137 x 173 cm, Galería de la Academia de Venecia.

Pier Maria Pennacchi (1464 - antes de 1515) fue un pintor renacentista italiano que desarrolló su obra principalmente en Treviso. Su trabajo mejor documentado es un fresco dedicado a Cristo en una de las capillas de la catedral de Treviso. En Venecia, el techo de la iglesia de Santa Maria dei Miracoli es a menudo atribuido a él, como también lo son los frescos de la Anunciación, en la iglesia de San Francesco della Vigna, y una Madonna ubicada en la sacristía de la iglesia de Santa Maria della Salute. Uno de sus alumnos fue Girolamo da Treviso.